# منظار سيمز المهبلي

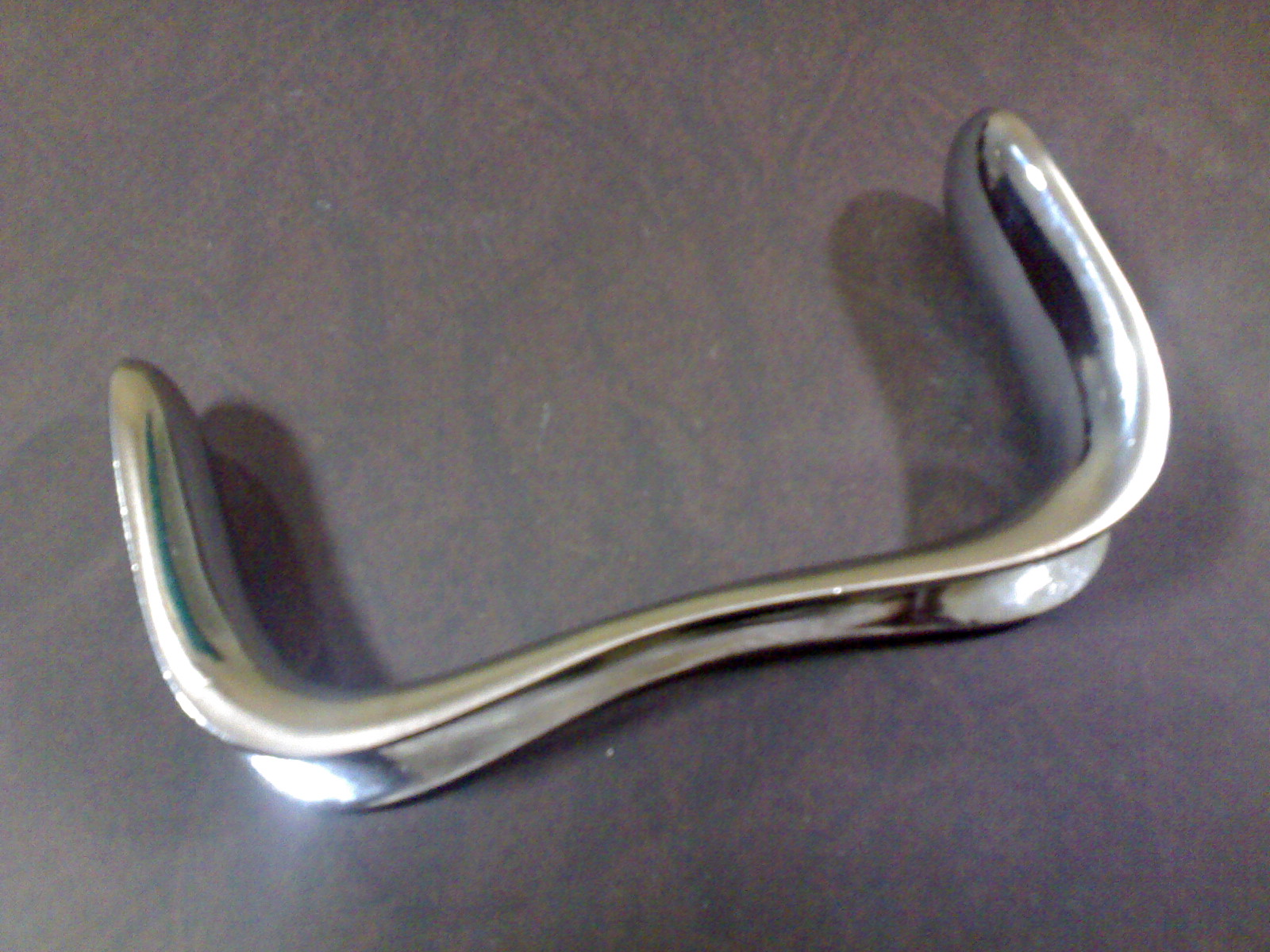
منظار سيمز المهبلي مزدوج النصل

منظار سيمز المهبلي (بالإنجليزية: Sims' vaginal speculum)‏ هو أداة جراحية ذات شفرة مزدوجة تستخدم لفحص المهبل وعنق الرحم. طوّره الجرّاح جيمس ماريون سيمز من ملعقة بيوتر، ولكن في الوقت الحاضر يُصنع من الفولاذ المقاوم للصدأ أو البلاستيك؛ حيث تستخدم المناظير البلاستيكية مرة واحدة بينما يمكن إعادة استخدام مناظير الفولاذ بعد تعقيمها. يُدخل منظار سيمز في المهبل لشد جدار المهبل الخلفي. يمكن لمنظار سيمز الكشف عن مناطق أوسع لجدران المهبل مقارنة بمنظار كوسكو، وبالتالي فيُستحسن استعماله في جراحات أمراض النساء. كما أن الأداة قابلة للتحريك في زوايا مختلفة حول جدار المهبل لتحسين الرؤية. يسمح الأخدود الموجود في منتصف منظار سيمز بالتدفق الحر للإفرازات والدم إلى الخارج، وبالتالي الحفاظ على المنطقة جافة. يتوفر المنظار بأحجام مختلفة، ويُختار الحجم المناسب بناءً على الأبعاد المهبلية للمريضة. يعيب منظار سيمز أنه يتطلّب تثبيته يدويًّا وليست لديه القابلية للتثبيت الذاتي. لذلك؛ قد يرغب الطبيب في استخدام ضام الجدار الأمامي بالإضافة إلى منظار سيمز للتوصل إلى رؤية أفضل لعنق الرحم.